# Audrey Horne (postać)
Audrey Horne – fikcyjna postać z amerykańskiego serialu Miasteczko Twin Peaks. W jej rolę wcieliła się Sherilyn Fenn.
Audrey jest bogatą i nieszczęśliwą dziewczyną. Ma około 17 lat i uczęszcza do liceum. Umiejętnie osiąga prawie wszystko, czego chce, ale nie może zdobyć miłości ojca, Benjamina Horne, który jest magnatem miasteczka i ma obsesję na punkcie Laury Palmer. Na dodatek jej brat, Johnny, jest opóźniony w rozwoju i trzeba się nim ciągle zajmować. Znudzona i niekochana dziewczyna jest psotnicą i nikt nie traktuje jej poważnie.
Jej charakter ewoluuje w miarę postępowania serialu. Zakochuje się w Dale'u Cooperze, agencie FBI, który przyjeżdża do Twin Peaks badać sprawę śmierci Laury Palmer. Chcąc pomóc mu w rozwiązaniu zagadki, wpada w ogromne kłopoty, z których ratuje ją agent Cooper.
W drugim sezonie Audrey spotyka i zawiązuje prawdziwą więź z Johnem Justice Wheelerem, młodym milionerem współpracującym z ojcem dziewczyny. Poza tym Benjamin Horne w ramach swej odnowy duchowej naprawia relacje z córką i angażuje ją do pomocy w prowadzeniu interesów.
W finale serialu Audrey protestuje przykuta kajdankami do drzwi sejfu w banku, gdzie wybucha bomba zastawiona przez Thomasa Eckhardta. Nie dowiadujemy się jednak, czy dziewczyna ostatecznie ginie od wybuchu czy udaje jej się przeżyć.
Audrey Horne jest niezwykle barwnym charakterem Miasteczka Twin Peaks. Ma ona swój świat, w który się chwilami zapada (np. taniec w barze mlecznym), umie korzystać z faktu bycia kobietą, jest nieprzewidywalna i zdolna do wszystkiego, ale pragnie prawdziwej dojrzałej miłości, co na końcu osiąga.